# Isabela (Puerto Rico)
Isabela es uno de los 78 municipios que se encuentra en la región norte del Estado Libre Asociado de Puerto Rico. En el Censo de 2010 tenía una población de 45.631 habitantes y una densidad poblacional de 191,81 personas por kilómetro cuadrado. Fundado el 21 de mayo de 1819 para rendir honor a la Reina Isabel de España.

## Datos generales

### Localización
La ciudad de Isabela está situada al noroeste de la isla de Puerto Rico. La bordea por el norte el océano Atlántico, al sur San Sebastián y Moca, al este Quebradillas y al oeste Aguadilla.

### Hidrografía
El lago Guajataca, ubicado en el barrio Planas, sirve de línea divisora entre los municipios de Isabela y Quebradillas. El río Arenas es otro de sus ríos localizado en el barrio de Arenales Altos. Este pequeño río es subterráneo cruza el pueblo y sale en el Ojo de Agua en Aguadilla.
Leyenda del Guajataca

«Según la leyenda dice que hubo una guerra entre dos grandes y famosos piratas llamados Carlos Márquez y Juan de la Palma que se cree que llegaron de algún lugar cercano al océano Atlántico y durante su búsqueda se toparon con la isla de Puerto Rico. Es aquí donde ellos se cree que tuvieron, luchas secretas entre ellos y que el nombre de Guajataca proviene de «Guaja», alguna expresión que tenían los piratas entre si y «ataca», que era lo que frecuentemente hacían entre sí todos los piratas sin distinción alguna. De aquí surge el nombre del Lago Guajataca, aunque otros creen que proviene de los indígenas.»

## Historia

### Etapa precolombina
Hace aproximadamente 1150 años el cacicazgo del Guajataca se estableció a orillas de la desembocadura del río «Guaxataca», denominado de esa manera por los indios. Dicho cacicazgo se extendió por todo lo que se conoce hoy como el barrio Coto. El cacique más importante que habitó esas tierras fue Mabodamaca, cuyo rostro esculpido en piedra adorna la entrada del pueblo.

### Fundación

#### Primera fundación

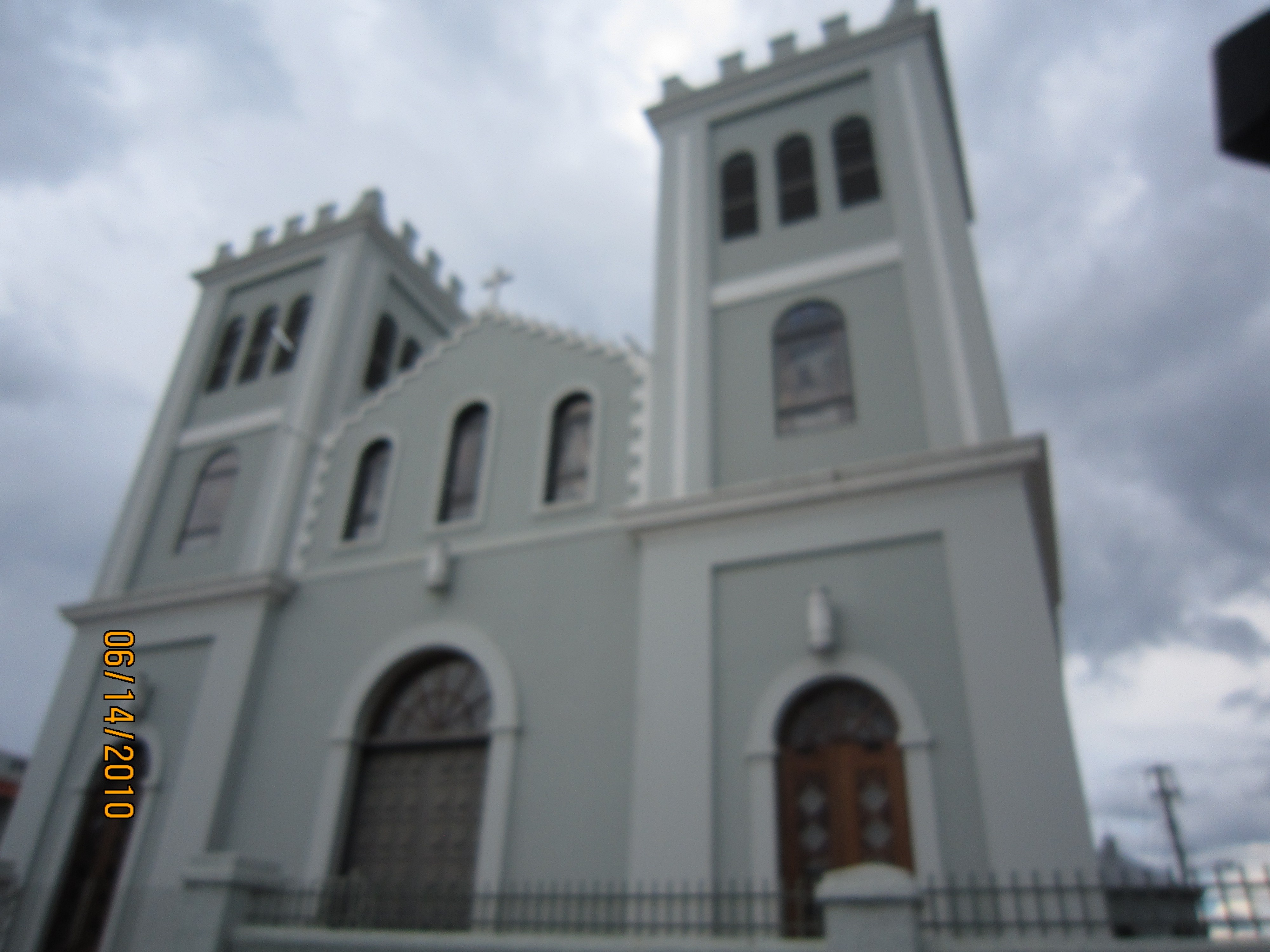
Parroquia de Isabela.

Aunque no consta la fecha, habitantes del pueblo de la Aguada, comenzaron a establecerse en el poblado denominado San Antonio de Padua de la Tuna en donde construyeron una ermita para celebrar la Misa Católica. Era el hato de San Antonio de la Tuna, de gran extensión, ocupaba tierras que hoy ocupan los Municipios de Isabela, Quebradillas y Camuy, éstos tenían su centro en las riveras del Río Guajataca. Alrededor del 1725, el gobernador José Antonio de Mendizábal y Azares concedió autorización para que se fundara en el hato una población, lo que debió haber ocurrido, como era normal, después de la fundación de una ermita, en este caso bajo la advocación de San Antonio, y de la formación en sus alrededores de una pequeña aldea. A finales del siglo XVIII, cuando fue visitada por Fray Iñigo Abbad y la Sierra, San Antonio de la Tuna contaba con iglesia, más de sesenta viviendas y casi 1,200 habitantes en todo el territorio, lo cual es considerable para la época.

#### Segunda fundación
La segunda década del siglo XIX, alrededor de 1818, los vecinos, estimulados por el obispo, Mariano Rodríguez Olmedo, otorgaron poder a Pablo Corchado para que en sus nombres solicitara del gobernador, Salvador Meléndez autorización para trasladar la población a una nueva sede más cercana a la costa del mar. El traslado fue aprobado y el nuevo pueblo quedó fundado al año siguiente el 21 de mayo de 1819. Durante este mismo año se inició la construcción de la iglesia que se terminó 16 años más tarde. Las nuevas tierras del pueblo, ubicaba en la costa y contaba con un clima perfecto para la siembra y con un puerto bastante visitado.
La ciudad es conocida como el «Jardín del Noroeste» por las varias flores que era normal ver. Otros nombres con los cual se conoce a Isabela es como el «Pueblo de los Quesitos de Hoja», por su producción de quesos de hoja. Se le conoce como la ciudad de los Gallitos por las peleas de gallos y por la calidad de los gallos de pelea producidos. También Isabela era reconocida como la mejor productora de caballos de paso fino.
Patrón: El nombre del Santo Patrón del pueblo de Isabela, el nombre de la ermita, y el lugar de devoción, alrededor del cual se fundó el primer pueblo de Isabela, fue San Antonio de la Tuna. He aquí el porquée del verdadero nombre del monumento histórico “Ermita de San Antonio de Padua de la Tuna”.

## Geografía
Isabela se encuentra ubicado en las coordenadas 18°29′6″N 67°0′51″O / 18.48500, -67.01417. Según la Oficina del Censo de los Estados Unidos, Isabela tiene una superficie total de 237.89 km², de la cual 143.24 km² corresponden a tierra firme y (39.79 %) 94.66 km² es agua.

## Demografía
Según el censo de 2010, había 45.631 personas residiendo en Isabela. La densidad de población era de 191,81 hab./km². De los 45.631 habitantes, Isabela estaba compuesto por el 76 % blancos, el 7 % eran afroamericanos, el 0 % eran amerindios, el 8 % eran asiáticos, el 4 % eran isleños del Pacífico, el 3 % eran de otras razas y el 2 % pertenecían a dos o más razas. Del total de la población el 99.04 % eran hispanos o latinos de cualquier raza.

## Economía

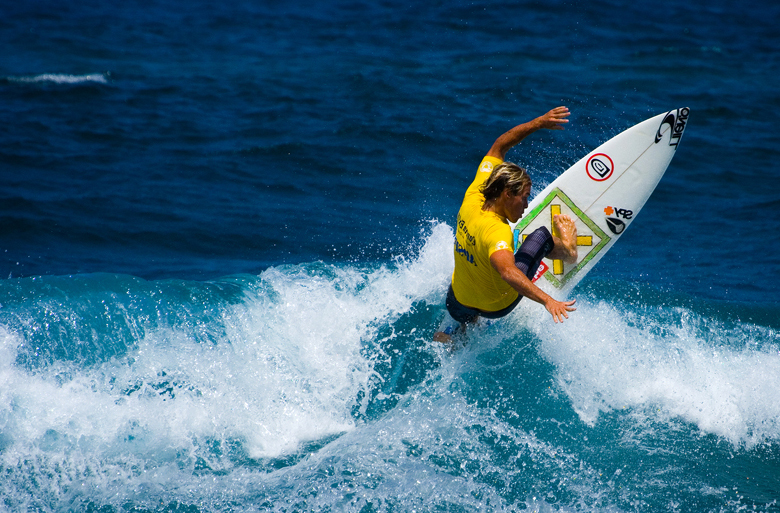
Middles Beach, un lugar popular para las competiciones internacionales de surf.

En sus orígenes, la economía se había basado en la cría de ganado vacuno. Tras el traslado hacia la actual Isabela, se estimuló el cultivo de la caña de azúcar, café, tabaco y frutos menores. Hoy en día se fundamenta en la agricultura, pequeños negocios, centro comercial, ganadería, pesca, productos típicos (queso de hoja, pasteles, dulce del país), artesanía, fábricas de alta tecnología, sistema cooperativista y áreas turísticas (centros vacacionales, hoteles, restaurantes y centros recreativos).

## Barrios y población
La ciudad de Isabela se divide en 14 barrios. Estos son:
- Arenales Altos
- Arenales Bajos
- Bajura
- Bejucos
- Coto
- Galateo Alto
- Galateo Bajo
- Guayabos
- Guerrero
- Jobos
- Llanadas
- Mora
- Planas
- Isabela Pueblo

Población: Según el censo de los Estados Unidos del año 2000, el municipio de Isabela contaba con 44 444 habitantes. Según el más reciente censo del 2010 actualmente cuenta con una población de 45 631 habitantes.

## Símbolos de Isabela

### Bandera
La bandera de Isabela se compone de tres franjas horizontales, la superior e inferior ambas de color amarillo acompañada de una verde en su centro.

### Escudo
El escudo de Isabela se divide en tres franjas horizontales de color amarillo y verde. El amarillo, en contraste con el oro utilizado por los indios, simboliza a los indios taínos que habitaron en Isabela. El verde ubicado en su centro, en contraste con la agricultura, simbolizan a los primeros habitantes de Isabela conocidos como los indios arcaicos y los igneris, agricultores de nuestras tierras.
La campana colocada entre dos plantas de tuna representan a la antigua ermita y al poblado de San Antonio de la Tuna.
Los gallos en su franja superior representan a los gallos de pelea isabelinos, especie descendiente del zamuro, caracterizado por sus espuelas naturales y su habilidad en combate.
El caballo en su franja inferior representan al caballo de paso fino en Isabela, que data desde los tiempos españoles.
La corona mural, cual adorna su tope, simboliza el espíritu de unión y hermandad entre los habitantes del pueblo.

### Flor
Su flor nativa es la flor de canario cuyo color amarillo, similar a su bandera, es brillante y llamativo. Este tipo de planta crece en forma de enredadera y no requiere de mucho mantenimiento.

### Himno
Danza por: Adrián Augusto Alfaro

«Isabela, permite que me inspire
en tu nombre que incita inspiración
deja que tus bellezas las admire
y le cante con todo el corazón.
Son tus playas hermosas
y tus mares fuente de gran pureza;
cristalinas y adornan tus orillas
las palmeras que abanican
con brisas tus colinas.
En tu historia de Coto y Guajataca
razas dan formación a
tu cultura ejemplificándose
en tu Mabodamaca indio,
firmeza, honor, clase y altura.
Tu Pozo de Jacinto
es leyenda tu nombre
San Antonio de la Tuna
tus gallos, tus quesitos, bellas prendas
Manuel Corchado y Juarbe, su cuna.
Isabela, déjame que me inspire
que me levante al cielo en oración
y que le pida a Dios,
que con bondad te mire
y que siempre te de,
su santa bendición.
Bendita Isabela, mi bello Jardín
mi bella Isabela, de mi corazón.»

## Eventos anuales
- Isabela Muscle Cars Auto Show (agosto)
- Feria de Autos Clásicos y Antiguos del Noroeste Inc. (noviembre)
- Isabela Tiene Sabor (noviembre)
- Fiestas patronales (julio)
- Fiesta de Reyes (enero)
- Festival del Tango
- Carrera de Fin de Año (enero)
- Festival de la yuca